# أبومية
 أبومية هي عاصمة مقاطعة زو في بنين. تبلغ مساحة بلدية أبومي 142 كيلومترًا مربعًا، واعتبارًا من عام 2012، كان عدد سكانها 90195 نسمة.

## نبذة
منازل أبومية من القصور الملكية في أبومية، ومجموعة من المنازل التقليدية الصغيرة التي كانت مسكونة من قبل ملوك داهومي وقد تم تعيين 1600-1900، والتي من مواقع التراث العالمي من قبل اليونسكو في عام 1985.

## تاريخ
تأسست أبومي في القرن السابع عشر كعاصمة لمملكة داهومي (1600–1904)، في موقع قرية كانا السابقة. تقول الأساطير التقليدية أن المدينة أسسها دو أكلين، ابن ملك اللادا الذي غامر شمالًا لتأسيس مملكته الخاصة ؛ يُعتقد أن الاسم يأتي من Danhomé، وكذلك تهجئة Danxomé، والتي تعني «بطن دان»، وكان دان هو الزعيم الأصلي للقرية. توسعت داهومي بسرعة في القرن الثامن عشر، واستوعبت العديد من الممالك المجاورة، وزادت ثراءها من تجارة الرقيق. بعد عدة محاولات، غزا الفرنسيون المملكة في 16 نوفمبر 1892، مما دفع الملك بهانزين لإضرام النار في المدينة والفرار شمالًا. بعد ذلك، تراجعت أهمية المدينة، وتسارعت العملية عندما بنى الفرنسيون المركز الإداري الجديد في بوهيكون إلى الشرق. اليوم، المدينة أقل أهمية، لكنها لا تزال تحظى بشعبية لدى السياح وكمركز للحرف اليدوية.

## القصور الملكية في أبومية

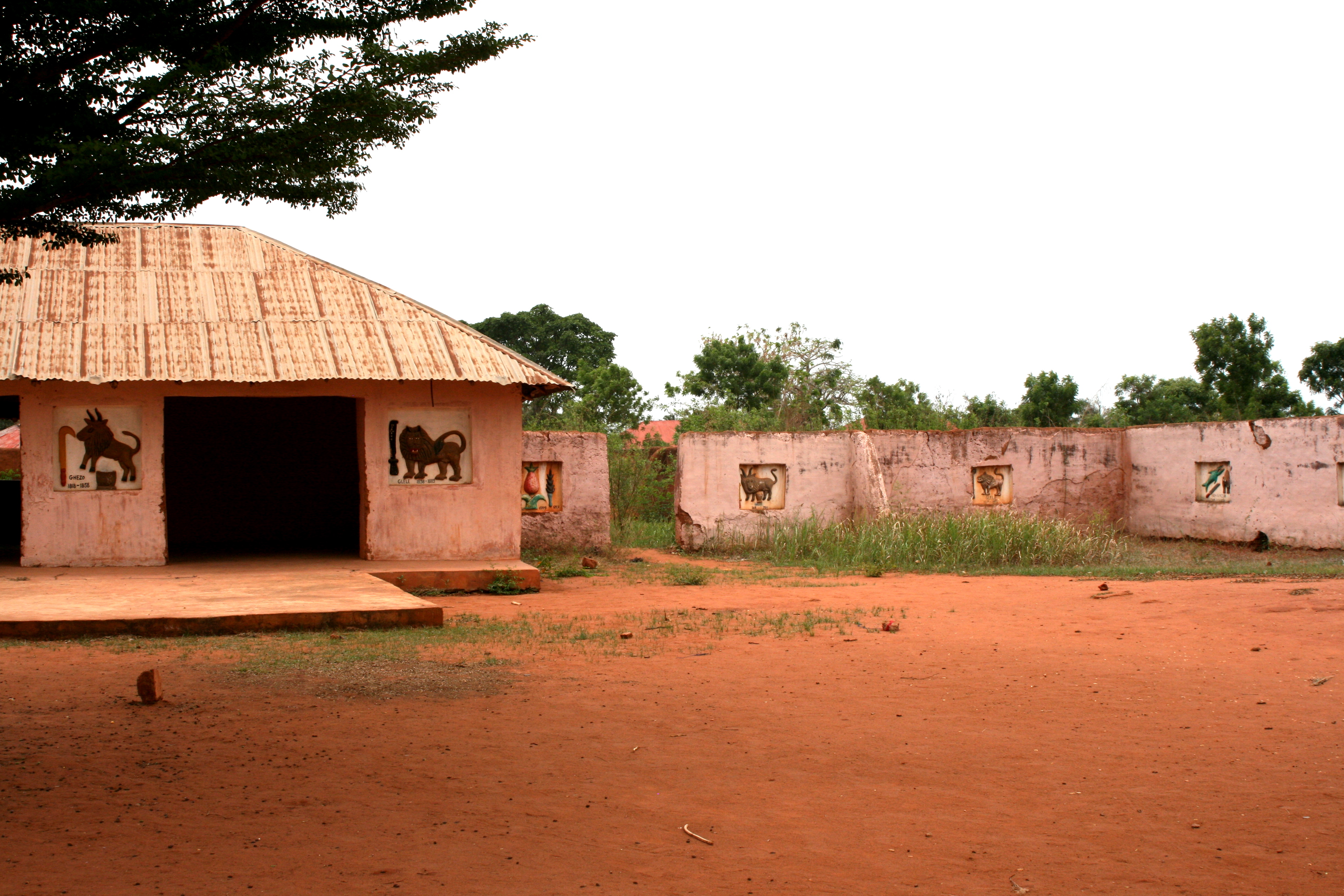
القصور الملكية في أبومية

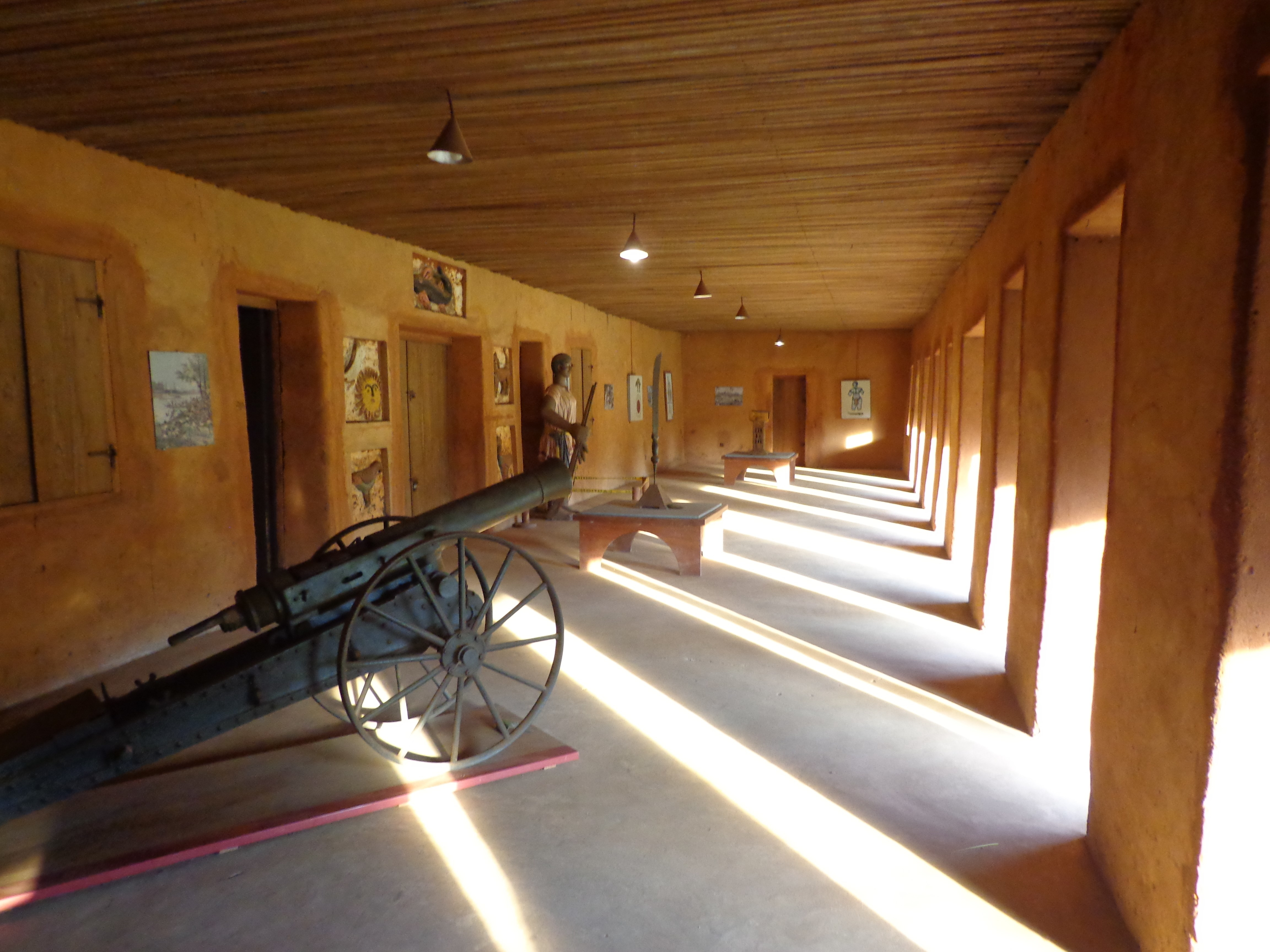
معرض القصور الملكية بأبومية

القصور الملكية في أبومي هي مجموعة من الهياكل الترابية التي بناها شعب الفون بين منتصف القرن السابع عشر وأواخر القرن التاسع عشر. تعد القصور من أشهر المواقع التراثية والأكثر أهمية من الناحية التاريخية في غرب إفريقيا ، وتشكل مواقع التراث العالمي لليونسكو.
كانت المدينة محاطة بسور طيني يبلغ محيطه 6 ميل تحوي 6 أبواب، ومحمية بخندق بيلغ عمقه 5 أقدام مملوء بنباتات الأكاسيا الشائكة. وضمن السور توجد العديد من القرى مفصولة بالحقول إضافة إلى القصور والأسواق وساحة حيث تتواجد الثكنة العسكرية. قام آخر ملوك داهومي بيهانزين بأحراق المدينة سنة 1895 بعد أن هزم من القوات الفرنسية وفر شمالاً. إلا أن القوات الفرنسية أعادت بناء المدينة وربطها بسكة حديدية.

جاء في تقرير اليونكسو لترشيح القصور الملكية كموقع للتراث العالمي في عام 1985 :
لقد نجح أثنا عشر ملكاً منذ سنة 1625 حتى 1900 في التحكم بمملكة قوية. وقد بنى جميع الملوك قصورهم ضمن السور باستثناء الملك أكابا الذي بنى قصره بشكل منعزل. وقد حافظوا على نمط بناء واحد من حيث المساحة والمواد المستخدمة. تشكل القصور الملكية موقع مميز للتذكير بحضارة قديمة أندثرت.
منذ عام 1993 ، تم تحديد موقع 50 من أصل 56 نقشًا بارزًا كانت تزين سابقًا جدران King Glèlè (يُطلق عليها الآن " Salle des Bijoux ") واستُبدلت في الهيكل المعاد بناؤه. تحمل النقوش البارزة برنامجًا أيقونيًا يعبر عن تاريخ وقوة شعب الفون.

### التهديدات
كما ذكرت اليونسكو، تعرضت القصور الملكية في أبومي لحريق في 21 يناير 2009 «دمر العديد من المباني». كان الحريق هو أحدث كارثة عصفت بالموقع، بعد أن دمر إعصار قوي الموقع عام 1984.

## التركيبة السكانية
| سنة           | السكان |
| ------------- | ------ |
| 1860s         | 24000  |
| 1979          | 38412  |
| 1992          | 65725  |
| 2002          | 77997  |
| 2008 (تقديري) | 87344  |
| 2012          | 90195  |

## الصور

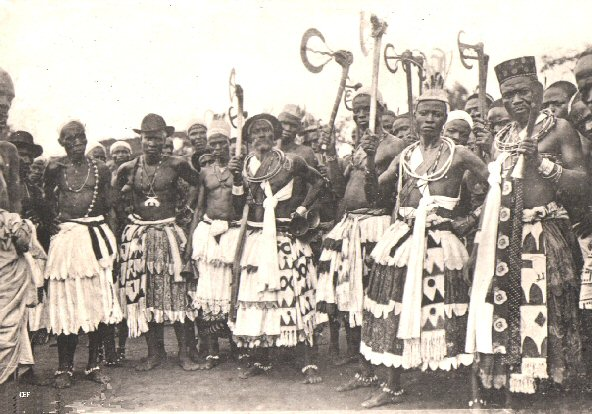
"أطباء السحر المهمون" (1908)
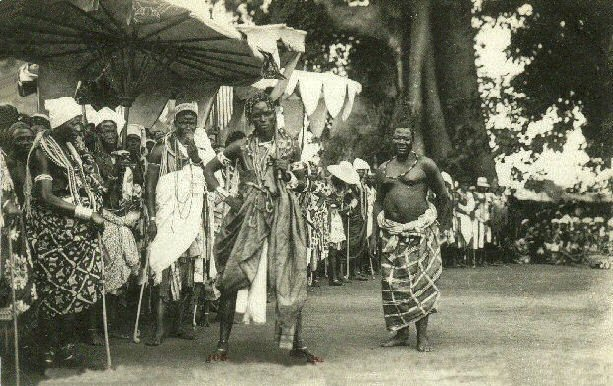
رقصة رؤساء الفون 1908
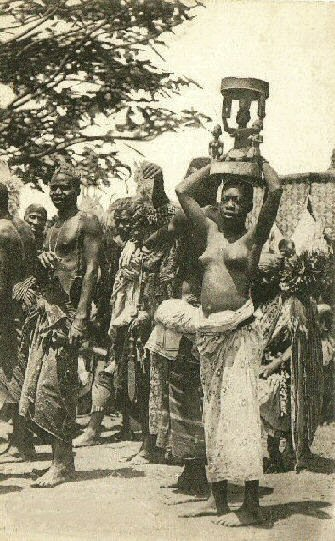
فتاة صغيرة مع تمثال خشبي لكرسي صوفي (1908)
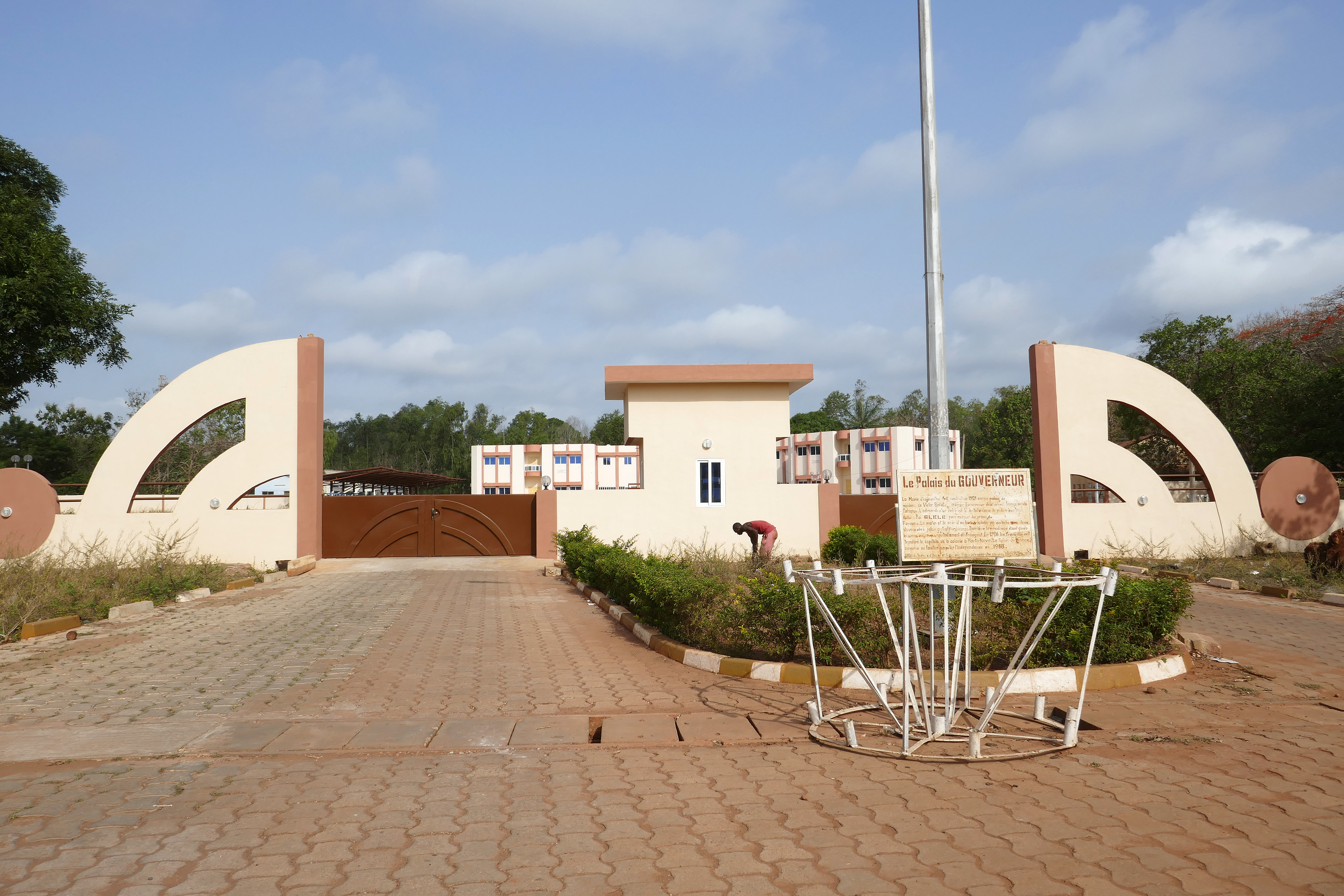
دار البلدية ، وتقع في قصر الحاكم السابق
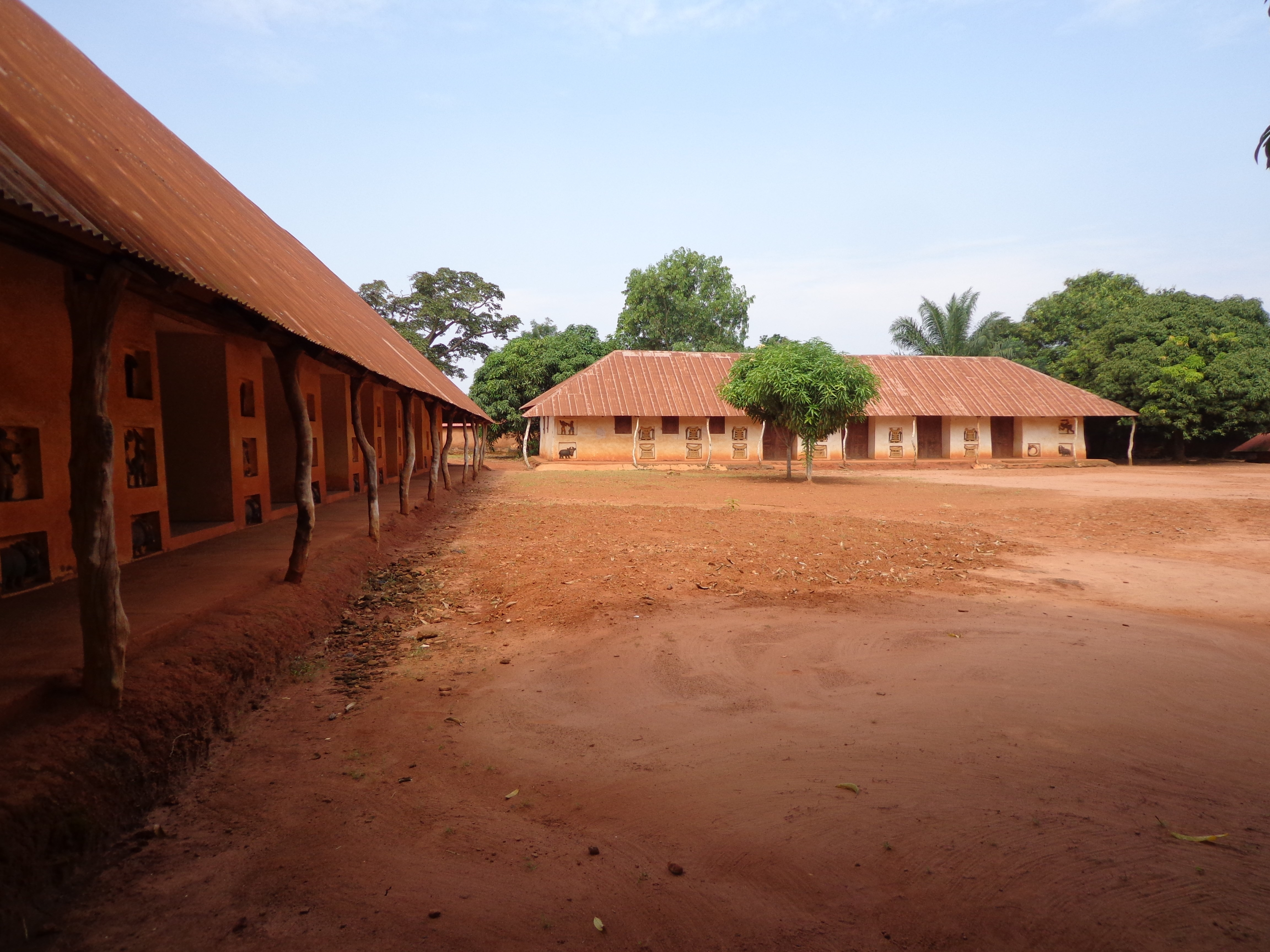
أحد القصور الملكية.

## روابط خارجية
- تقييم اليونسكو للتهديدات التي يتعرض لها الموقع بعد أضرار الإعصار عام 1984.
- متحف أبومي التاريخي